# آنکیسترودون
آنکیسترودون (نام علمی: Ankistrodon indicus) نام یک گونه از تیره نخست‌سوسماران است.